# Band (Beschlag)

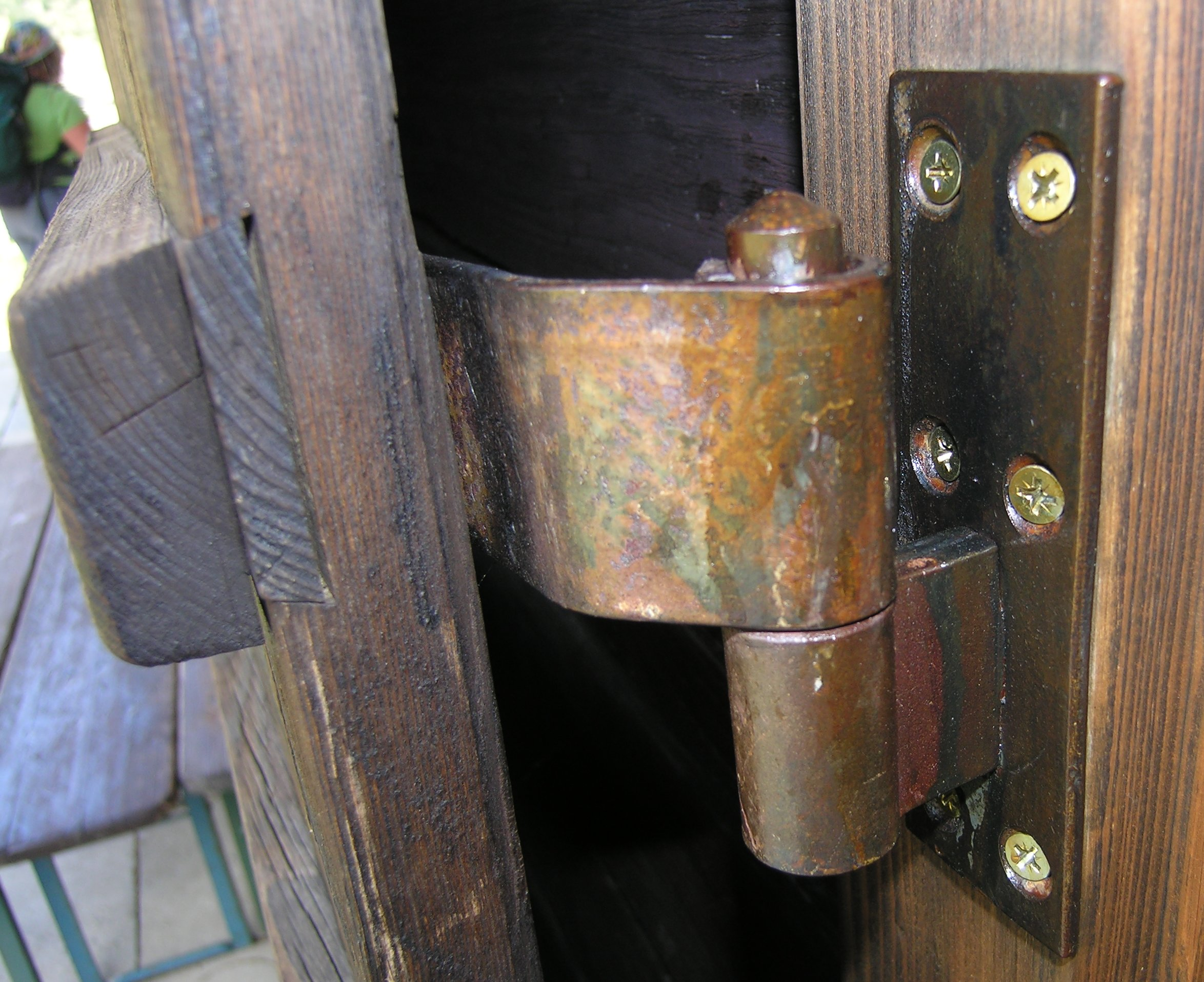
Ein angeschraubter Kloben mit senkrechtem Zapfen, über den das Ladenband eines Fensterladens gesteckt wurde

Ein Band ist ein Beschlag zur beweglichen Befestigung von Türen, Fenstern, Fensterläden, Klappen, Deckeln und anderen Bauteilen im Bauwesen.
Die Wörter Band, Scharnier und Scharnierband werden vielfach synonym gebraucht. Je nach Zusammenhang kann Scharnier als der Oberbegriff angesehen werden. Klavierbänder sind nicht mit Türbändern verwandt und werden korrekter als Stangenscharniere bezeichnet.
Ein Band in seiner ursprünglichen Bedeutung wird aus einem Bandstahl oder Blechstreifen gefertigt. Es wird auch Langband genannt, da seine Länge annähernd der Breite des Tür- oder Fensterflügels entsprechen kann, der beweglich aufgehängt werden soll. Dieser längliche, meist horizontale Teil des Bands heißt Bandlasche. Insbesondere Bandlaschen, die quadratisch sind oder aufrecht stehen, werden auch Bandlappen genannt. Das andere Ende des Bandstahls wird zu einer zylindrischen Rolle gebogen, die bei der Montage des Flügels über die Drehachse geschoben wird. Die Drehachse wird auch als Zapfen, Stift oder Drehbolzen bezeichnet und ist in der Regel Teil einer Angel, eines Klobens oder einer zweiten Bandlasche.
Die Bandlaschen werden gewöhnlich durch Schrauben, Niete oder Nägel mit dem Untergrund verbunden oder beim Fitschenband in Türblatt und -zarge eingesteckt. Im Metallbau werden die Drehrollen demgegenüber auch direkt mit der Stahlkonstruktion verschweißt. Früher wurden Angel oder Kloben entweder mit dem Blendrahmen verschraubt, in einen Blindstock aus massivem Holz eingeschlagen oder im Mauerwerk vermörtelt.
Die Drehrolle an Bändern ist meist massiver und voluminöser ausgeführt als bei Scharnieren. Bei Bändern kann das Bandoberteil meist von Bandunterteil bzw. von Angel oder Kloben nach oben abgehoben werden, während ein Scharnier häufig nicht ohne Werkzeug zu zerteilen ist, da seine Drehachse mit den Lappen des Scharniers formschlüssig verbunden ist. Auch die beiden Teile moderner Bänder können häufig nicht ohne Werkzeug voneinander gelöst werden. Verdeckt liegende Türbänder sowie Möbelbänder (Möbelscharniere) sind häufig komplizierte Konstruktionen mit diversen beweglichen Laschen, die miteinander vernietet sind.

## Geschichte

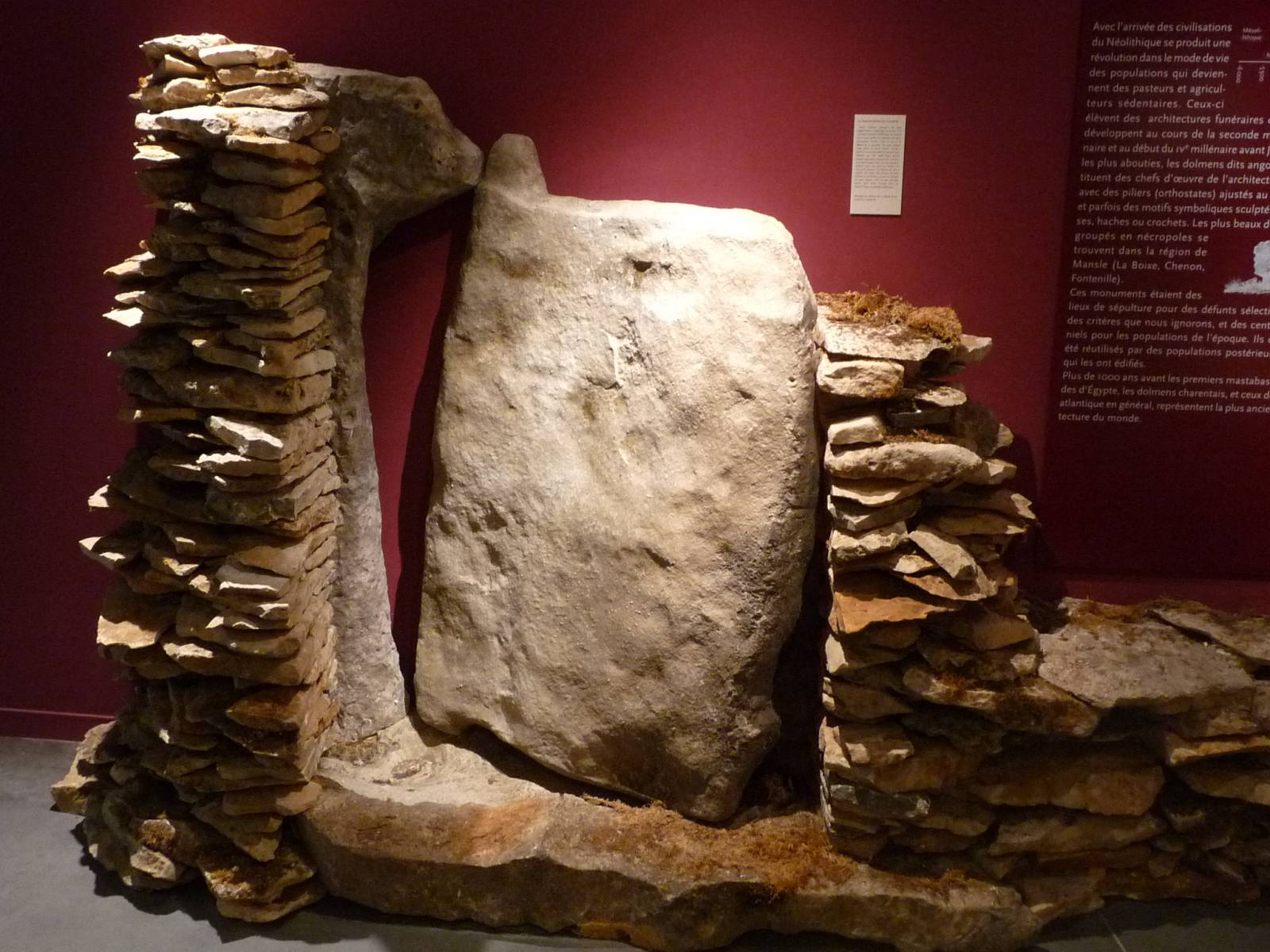
Steintür mit Zapfen – Grabkammer in einem Tumulus bei Fontenille, Charente

Bei vielen Wohnbauten der Frühzeit stand die Tür tagsüber offen und wurde nur nachts – zum Schutz vor freilaufenden Haustieren oder vor Raubtieren – mit einem oft nur halbhohen versetzbaren Flechtgitter aus Zweigen geschlossen; Fenster waren ohnehin unbekannt. In einer späteren Entwicklungsphase wurden die Türen oder Tore mit Zapfen aus Holz oder aus Stein versehen, welche in der Schwelle und im Sturz eingelassen waren. Derartige Zapfenlöcher sind in antiken und mittelalterlichen Tor- und Hausruinen noch ab und an zu sehen. Je nach Größe oder Gewicht konnten derartige Türen oder Tore nur von mehreren Männern geöffnet oder geschlossen werden (z. B. in Burgen, Moscheen oder Palästen).

## Türbänder

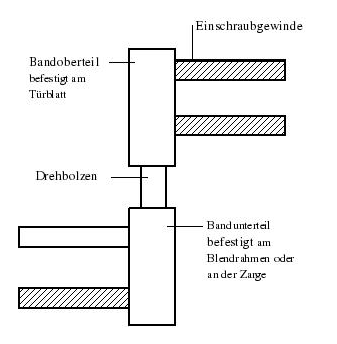
Aufbau eines Einbohrbandes

Langband, Winkelband, Kreuzband
Die am Türblatt angebrachte Bandlasche des Langbands wird aus einem einzigen länglichen Stück Bandstahl gefertigt. Der untere Gegenpart wird an Zarge oder Blendrahmen befestigt und als Türangel, Kloben oder veraltet auch Haspe oder Haspel (= hakenförmig) bezeichnet. Die auf dem Türblatt mit Schrauben oder gestauchten Bolzen (Nieten) befestigten Türbänder wurden vom Schmied häufig ornamental gestaltet.
 Wenn die Türblätter im Laufe der Zeit nachgaben und durchhingen, wurde die Rolle der Bandlasche oder die Türangel entsprechend nachgebogen.
Fitschenband, Aufschraubband, Rollenband
Als sich fein profilierte Füllungstüren verbreiteten, wurden Fitschenbänder entwickelt, die im Türblatt eingelassen (eingestemmt) wurden und somit kaum mehr sichtbar waren. Der Bandlappen wird von der Seite her in einen Schlitz im Türrahmen eingeschoben und mit Stiften befestigt. Äußerlich ähnelt das Fitschenband dem Aufschraubband, bei dem die Bandlappen im Falz an Flügel und Zarge geschraubt werden. Beide Varianten werden auch Rollenband genannt, da bei geschlossenem Flügel nur die Drehrolle (Drehachse) sichtbar ist.
 Moderne, sogenannte 3D-Bänder werden in (doppelte) Taschen eingeschoben und dort verklemmt, die in Aussparungen der Zarge montiert werden. Dies ermöglicht eine Justage des Türblatts in allen drei Ebenen.
Klobenband
wird von außen sichtbar auf die Tür oder den Fensterladen geschraubt. Der Kloben (die Angel) als L-förmiges Gegenstück wurde meist in den Rahmen oder die Zarge eingeschlagen oder seltener auch geschraubt. Klobenbänder werden heute fast nur noch an einfachen Bretter- oder Lattentüren, an Fensterläden oder im rustikalen Möbelbau verwendet. Bekannt sind dekorative Klobenbänder von Türen in historischen Gebäuden oder als reich verzierte schmiedeeiserne oder zinnige Beschläge an Antiquitäten.
Pfannenband
lässt sich hervorragend industriell verarbeiten, justieren und ist eine Sonderform des Klobenbandes, das sich durch die Lagerung in einer „Drehpfanne“ vom Klobenband unterscheidet und vor allem für schwere Tore geeignet ist. Wie die oben erwähnten Bänder kommt auch dieses heute nur noch selten zur Anwendung.
Einbohrband
Das Einbohrband wird heute am häufigsten eingesetzt. Die Bolzen dieser Bänder sind mit einem Gewinde versehen, so dass sie sich einfach in Bohrlöcher in Türblatt und Zarge einschrauben und justieren lassen. Aufwändigere Bänder enthalten einen internen Mechanismus, der eine Justage der Position des Türbands ermöglicht.
Paumelle
ist ein Türband, das sich bei stumpf einschlagenden (= flächenbündig im Türrahmen einliegenden) Türen findet. Paumellen gibt es gerade für Bauten mit hoher Beanspruchung auch mit Kugellagern.
Pendeltürband
ist mit zwei federbelasteten Bändern versehen und ermöglicht ein Durchschwingen von Pendeltüren in beide Durchgangsrichtungen. Bekannt sind solche Türen als Saloontüren im Filmgenre Western.
Zapfenband
findet vor allem bei Metalltüren Verwendung. Bei Holztüren am ehesten in Verwendung mit einem Bodentürschließer.
Tresorband
ist ein spezielles, völlig in Rahmen und Türblatt verdeckt angebrachtes Drehgelenk, das die Öffnung einer Tür gewährleistet, wobei im geschlossenen Zustand des Flügels keinerlei Lenker oder Bandteile zwischen Flügel und Rahmen erkennbar bzw. einsehbar sind.

## Fensterbänder
Fitschenband
wird seitlich in einen Schlitz im Fensterflügel eingeschoben (eingestemmt) und durch Stifte gesichert.
Klobenband
wird von außen auf den Fensterflügel geschraubt; wurde auch in kombinierter Bauform mit Eckwinkel angewendet (Winkelband); heute nur noch bei sehr einfachen oder historischen Fensterkonstruktionen in Verwendung.
Einbohrband
wird überwiegend an Fenstern angewendet, die nur über eine Drehfunktion verfügen
Drehkippbeschläge
zeichnen sich dadurch aus, dass Fenster wahlweise vollständig geöffnet oder zum Lüften gekippt werden können; sie werden heute überwiegend als komplexe Verschlusssysteme mit Einhebelbedienung in Kombination mit Fitschenbändern eingesetzt; früher wurde die Funktion auch über einfache Schiebebolzen hergestellt

## Möbeltürbänder

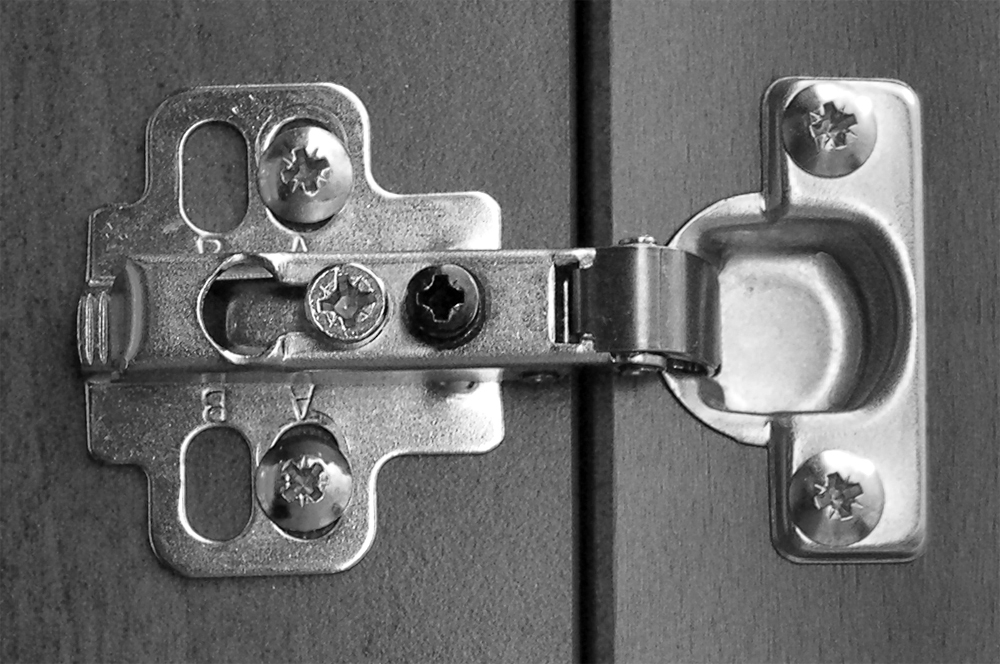
Topfband

Fitschenband
wird von der Seite in einen Schlitz in der Möbeltür geschoben (eingestemmt), dass nur die Drehrolle (Drehachse) vorsteht.
Klobenband
findet heute vor allem bei Möbeln Anwendung, bei welchen man gewissen Stilrichtungen folgen will (Antikmöbel).
Zylinderband
ist ein Band, welches für verschiedene Arten von Möbelkonstruktionen einsetzbar ist, da es dieses in verschiedenen Kröpfungen gibt, für gefälzte und stumpfe Möbeltüren.
Zapfenband
wird von oben und unten in die Tür eingelassen. Somit ist der Beschlag weder von außen noch von innen zu sehen. Zapfenbänder sind extrem robust und verschleißen kaum, da ihre Konstruktion sehr einfach ist. Da das Zapfenband, das eine innenliegende Türkonstruktion benötigt, nur handwerklich zu montieren ist, wird es somit heute kaum noch verwendet.
Einbohrband
ist im Möbelbereich heute eher seltener zu finden.
Topfband 
ist der heute im Möbelbereich wohl häufigste Typ. Der namengebende Topf wird in einer Bohrung in der Möbeltür verschraubt oder verspannt. Über den Gelenkarm wird er mit der Grundplatte an der Korpuswand verbunden (geschraubt oder heute meist eingeklickt). Diese Topfbänder lassen sich meist auch dreidimensional verstellen. Topfbänder gibt es mit unterschiedlichen Öffnungswinkeln (normal 90 Grad, maximal 180 Grad) und von einzelnen Herstellern auch für spezielle Verwendungszwecke (z. B. für Eckschränke). Oft werden diese Topfbänder auch mit Schnappmechanismus (Feder) verwendet, was das Anbringen eines Zuhaltemagneten oder eines Schnappverschlusses erspart.